# Bauplatte
Als Bauplatte werden im Bauwesen in der Regel Platten und Tafeln verstanden, die zur Ver- und Bekleidung und teilweise auch zur Befestigung oder als Putzträger dienen.
Aus ihnen können auch leichte Trennwände, Schächte, abgehängte Decken hergestellt werden.
Relativ universell werden Trockenbau-Platten wie Gipskartonplatten eingesetzt, früher auch Holzwolle-Leichtbauplatten (Sauerkrautplatten). 
Bauplatten mit spezielleren Eigenschaften sind etwa Brandschutzplatten, Wärmedämmplatten, Holzweichfaserplatte und Calciumsilikat-Platte.
Vermehrt werden Bauplatten aus nachwachsenden Rohstoffen hergestellt. Mehrere Hersteller bieten Bauplatten aus Stroh, lehmgebundenen Pflanzenfasern (Lehmbauplatten), Schilfrohr und ähnlichen Materialien an, siehe etwa Hanfschäben-Leichtbauplatte.
In Abgrenzung zu den häufig verwendeten Gipsfaser- und Gipskartonplatten sind im Trockenbau sowie im Gewerk der Fliesenleger mit Bauplatte häufig Platten aus extrudiertem Polystyrol gemeint, die auf beiden Seiten eine glasgewebearmierte zementäre Beschichtung besitzen. Technisch werden diese auch als Fliesenträgerelemente bezeichnet.

## Bauplatten mit Schaumkern

### Historie
1982/83 kamen erstmals vorbeschichtete Platten mit Schaumkern auf den Markt. Ursprünglich waren sie zur Verkleidung von Badewannen vorgesehen, um die zeitaufwendige Arbeit des Verkleidens oder des Einmauerns mittels einer vorgefertigten Platte zu beschleunigen. Zeitgleich hatte sich für die Verlegung von Fliesen mittlerweile das Dünnbettverfahren durchgesetzt.
Es gab Ansätze, diese Platten bereits im Fertigungswerk mit Fliesen zu belegen und als fertiges Element zu montieren.
Dies setzte sich im Handwerk nicht durch, da allein die Vielzahl der möglichen Fliesen eine Vorfertigung als nicht praktikabel erscheinen ließ.

### Materialeigenschaften
Diese spezielle Art einer Platte ist auf Grund der verwendeten Kernmaterialien wasser- und verrottungsfest und sowohl bei thermischen als auch bei hygrischen Beanspruchungen sehr formstabil.
Der geschlossenzellige Schaum kann kein Wasser aufnehmen. Der Kern wird mit einem glasgewebearmierten Zementmörtel beschichtet. Dadurch entsteht ein stabiler, leichter und wasserdichter Konstruktionswerkstoff, der universell zur Vorbereitung von Untergründen auf Baustellen des Hochbaus sowohl für Putz wie auch für Fliesen oder Naturstein eingesetzt werden kann.

### Verwendung als Dämmmaterial
Die Bauplatte ist als Dämmmaterial verwendbar. Mit einer Wärmeleitfähigkeit von 0,036 W/(m K) und einer relativ hohen Dichte gegen Wasserdampfdiffusion eignet sich dieses Material als Innendämmung. Hierzu sind auch Platten mit zumindest einer glatten Seite und einer Spachtelkante erhältlich, die eine ebenflächige Verspachtelung ermöglichen und damit neben einem Putz oder einer Fliese eine Tapete als Oberfläche zulassen.

### Verwendung für Einbaumöbel in Nasszellen
Aus den Bauplatten werden im Rastermaß der Fliesen Einbauregale in Wandnischen, Waschtische, Wannenverkleidungen, Sitze, Liegen oder Sideboards gefertigt und an der Wand und am Boden verankert. Stöße, Ecken und Kanten werden mit Glasfasergewebe und einem dünnen Zementkleber verstärkt. Falls eine besondere Tragfestigkeit benötigt wird, können auch zwei Platten verklebt werden. Anschließend werden alle sichtbaren Flächen mit Fliesen beklebt, alternativ kann ein Putz auf Zementbasis aufgetragen werden. Solche Einbaumöbel sind unempfindlich gegen hohe Luftfeuchtigkeit, Wasserdampf, Spritzwasser oder Staunässe.

### Verarbeitung
Die leichten Platten (ca. 3–5 kg/Platte) können mit Cuttermesser, Fuchsschwanz oder Stichsäge zugeschnitten werden.
Sie werden mittels Dünnbettmörtel oder auch Mittelbettmörtel auf vorbereitete Untergründe vollsatt oder auf Mörtelbatzen angesetzt.
Um die Tragfähigkeit der Oberfläche des Untergrundes sicherzustellen, werden sie manchmal zusätzlich mit Schlagdübeln (bei Mörtelbatzenverlegung) gesichert.
Bei der Verwendung auf Unterkonstruktionen des Trockenbaus aus Metallprofilen oder auch aus Holz werden die Platten mit für den Untergrund geeigneten Schrauben und Dämmplattentellern mechanisch befestigt. Um die wasserdichten Eigenschaften des Materials voll zu nutzen, wurden verschiedene Verfahren zur Abdichtung der Stöße entwickelt. Es sind Bauplatten erhältlich, die mit einem speziellen Hybridkleber im Stoßbereich zusammengeklebt werden können. Ausquellender Kleber ist glattzustreichen und dient der Kontrolle der Vollständigkeit der Klebenaht. 